# Luigi Bonelli (senatore)
Luigi Bonelli (Roma, 8 marzo 1811 – Bologna, 1º luglio 1892) è stato un politico, magistrato e avvocato italiano.
Fu senatore del Regno d'Italia nella XIV legislatura.